# Streekpad

Markering streekpaden

Overzicht van de Nederlandse Streekpaden

Een Streekpad (SP) is een wandelroute bedoeld voor een regionale recreatieve wandeltocht waarbij het start- en eindpunt meestal gelijk zijn. In Nederland is een Streekpad een regionaal recreatief wandelpad van tussen de 80 en 365 km, beheerd door Wandelnet of Nivon. De Streekpaden zijn verdeeld in etappes van 10 tot 25 km. In Vlaanderen (België) worden dergelijke paden Streek-GR (SGR) genoemd, in Wallonië GR de Pays (GRP).

## Nederland
Een Streekpad is meestal een gesloten route, dat wil zeggen dat het begin- en eindpunt hetzelfde zijn. Een uitzondering hierop vormt het Hanzestedenpad. Soms heeft het pad een of meer dwarsverbindingen ("spaken") zodat er kleinere lussen ontstaan, zoals in het Maas-Schwalm-Nettepad. Ook kan het een heel wandelnetwerk zijn, zoals het Veluwe Zwerfpad.
Streekpaden zijn in het veld met geel-rode streepmarkering in beide richtingen gemarkeerd (deze markering is volgens het merkenrecht beschermd), zijn in wandelgidsen beschreven en worden op kaartuitsnedes op websites van aanbieders getoond. In principe zijn de routes te lopen door de markering te volgen, maar het is zekerder om de route ook op papier of via een mobiel apparaat mee te nemen. Actuele wijzigingen worden op de websites van Wandelnet en Nivon bekendgemaakt.

## Lijst van Streekpaden in Nederland
In Nederland zijn de volgende Streekpaden uitgezet:
| Nummer | Naam                              | Bijzonderheden                                                                                  | Lengte     | Beheerder |
| ------ | --------------------------------- | ----------------------------------------------------------------------------------------------- | ---------- | --------- |
| SP 1   | Scholtenpad                       | Route bestaat uit een "cirkel" en een viertal "spaken". Een exacte lengte is niet aan te geven. |            | Wandelnet |
| SP 2   | Twentepad                         |                                                                                                 | 87 km      | Wandelnet |
| SP 3   | Streekpad Rijk van Nijmegen       |                                                                                                 | 125 km     | Wandelnet |
| SP 4   | Waddenwandelen                    | Ook aangeduid als Streekpad WaddenWandelen. Bestaat uit "lussen" op de diverse Waddeneilanden.  | ca. 275 km | Wandelnet |
| SP 5   | Brabants Vennenpad                |                                                                                                 | 233 km     | Nivon     |
| SP 6   | Drenthepad                        |                                                                                                 | 324 km     | Nivon     |
| SP 7   | Krijtlandpad                      |                                                                                                 | 90 km      | Wandelnet |
| SP 8   | Graafschapspad                    |                                                                                                 | 126 km     | Wandelnet |
| SP 9   | Streekpad Westfriese Omringdijk   | Ook aangeduid als Westfriese Omringdijk.                                                        | 150 km     | Wandelnet |
| SP 10  | Maas-Niederrheinpad               |                                                                                                 | 342 km     | Nivon     |
| SP 11  | Hanzestedenpad                    |                                                                                                 | 120 km     | Wandelnet |
| SP 12  | Groene Hartpad                    |                                                                                                 | 415 km     | Nivon     |
| SP 13  | Utrechtpad                        |                                                                                                 | 162 km     | Nivon     |
| SP 14  | Maas- en Peelliniepad             |                                                                                                 | 122 km     | Wandelnet |
| SP 15  | Oosterscheldepad                  |                                                                                                 | 196 km     | Nivon     |
| SP 16  | Veluwe Zwerfpad                   |                                                                                                 | 375 km     | Nivon     |
| SP 18  | Biesboschpad                      |                                                                                                 | 169 km     | Wandelnet |
| SP 19  | Elfstedenpad                      |                                                                                                 | 283 km     | Wandelnet |
| SP 20  | Streekpad Noardlike Fryske Wâlden |                                                                                                 | 165 km     | Wandelnet |
| SP 21  | Betuwepad                         |                                                                                                 | 146 km     | Wandelnet |

De in deze tabel opgegeven lengte is bij benadering: door routewijzigingen en tijdelijke omleggingen kan de lengte afwijken.

### Beperkte toegankelijkheid
Op een aantal routes is sprake van beperkte toegankelijkheid. Dit kan betrekking hebben op honden: deze zijn dan niet toegestaan vanwege begrazing door met name schapen. Gedurende het broedseizoen kunnen trajecten gesloten zijn. Het broedseizoen loopt in het algemeen van medio maart tot medio juli, maar uitzonderingen zijn mogelijk. Ook kan een traject op zondag verboden zijn vanwege de zondagsrust. In deze gevallen is in het gidsje van de desbetreffende route een omleiding aangegeven. 

## Lijst van Streek-GR's en GRP's in België

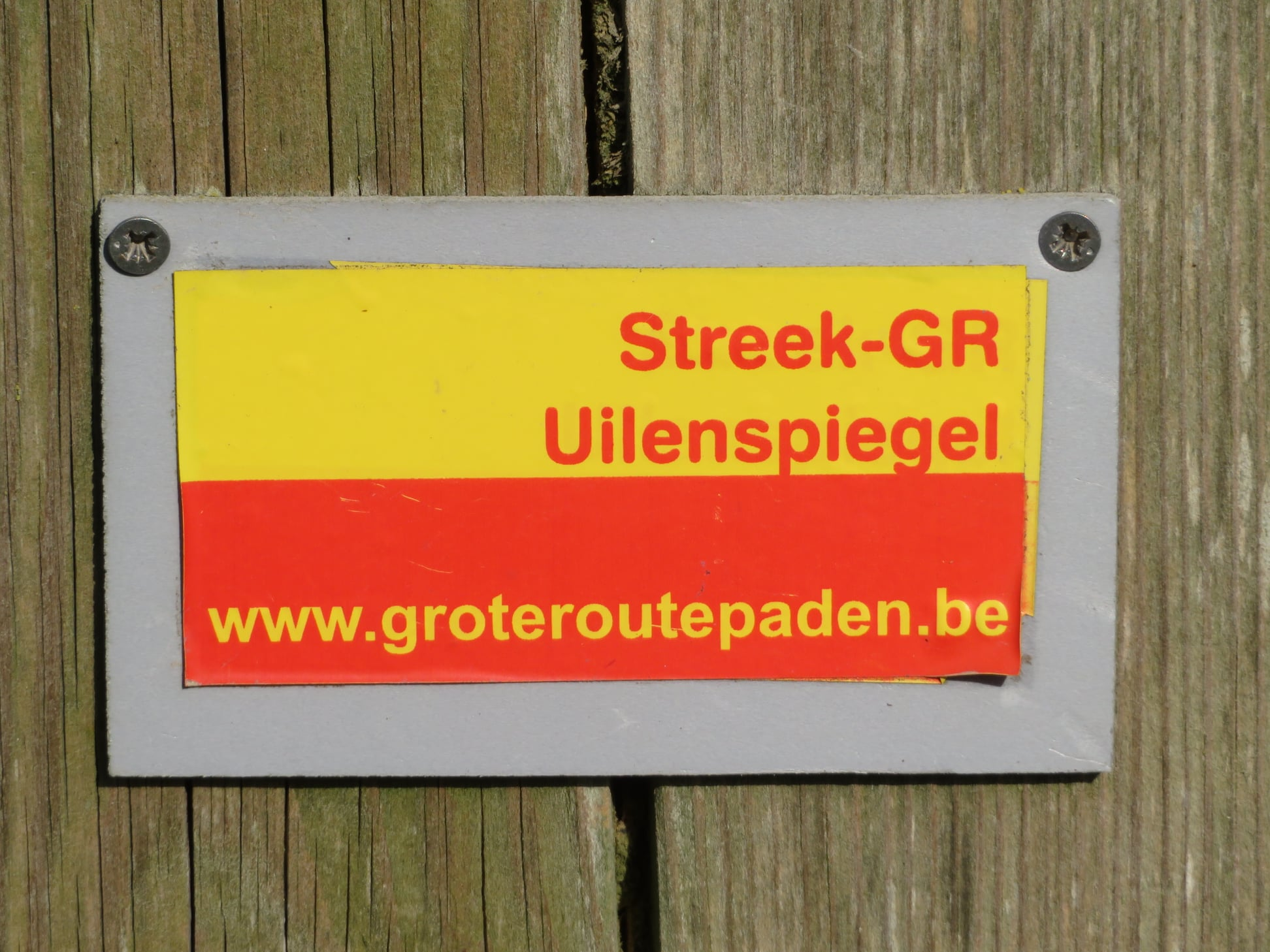
Streek-GR Uilenspiegel

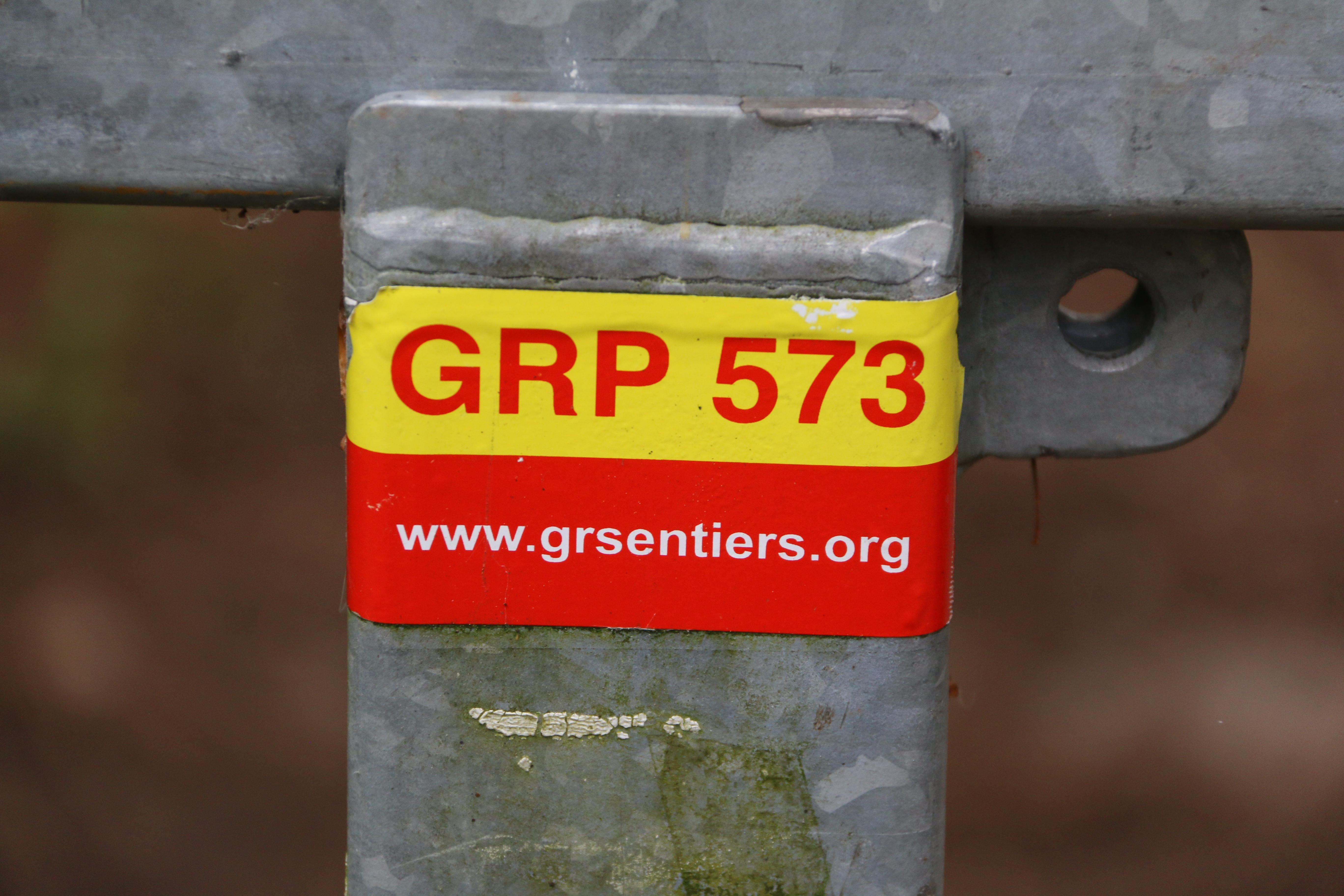
GRP573 Vesdre et Hautes Fagnes

Ook in Vlaanderen bestaan geel-rood bewegwijzerde Streekpaden:
- Streek-GR Vlaamse Ardennen
- Streek-GR Kempen
- Streek-GR Hageland
- Streek-GR Groene Gordel
- Streek-GR Dijleland
- Streek-GR Waas- en Reynaertland
- Streek-GR Haspengouw
- Streek-GR Heuvelland
- Streek-GR Uilenspiegel
- Streek-GR Kust
- Streek-GR Limburgse Mijnen
- Stads-GR Antwerpen

In Wallonië worden de geel-rood bewegwijzerde streekpaden GR de Pays (GRP) genoemd: 
- GRP123 Tour de la Wallonie picarde
- GRP125 Tour de l'Entre-Sambre-et-Meuse
- GRP127 Tour du Brabant Wallon
- GRP151 Tour du Luxembourg belge
- GRP161 Tour du Pays de Bouillon
- GRP563 Tour du Pays de Herve
- GRP571 Tour des Vallées des Légendes Amblève-Salm-Lienne
- GRP573 Tour de la Vesdre et des Hautes Fagnes
- GRP575 Tour du Condroz
- GRP577 Tour de la Famenne